# Атлетика на Летњим параолимпијским играма 2016 — 1.500 метара за жене
Трка на 1.500 метара за жене, била је једна од 29 дисциплина атлетског програма на Летњим параолимпијским играма 2016. у Рио де Жанеиру, Бразил. Такмичење је одржано 8., 12., 15. и 16. септембра на Олимпијском стадиону Жоао Авеланж.

## Земље учеснице
Учествовало је 47 такмичарки из 25 земаља.
1. Ангола (1)
2. Аустралија (3)
3. Бразил (3)
4. Ирска (1)
5. Јапан (3)
6. Јужноафричка Република (1)
7. Канада (1)
8. Кенија (2)
9. Кина (2)
10. Колумбија (2)
11. Мађарска (2)
12. Малави (1)
13. Мексико (3)
14. Пољска (3)
15. Португалија (1)
16. САД (4)
17. Тунис (2)
18. Турска (1)
19. Уједињено Краљевство (1)
20. Украјина (1)
21. Холандија (1)
22. Чиле (2)
23. Швајцарска (2)
24. Шведска (1)
25. Шпанија (3)

## Рекорди пре почетка такмичења
(стање 8. септембра 2016)

### Класа Т11
| Рекорди пре почетка Параолимпијских игара 2016.     | Рекорди пре почетка Параолимпијских игара 2016. | Рекорди пре почетка Параолимпијских игара 2016. | Рекорди пре почетка Параолимпијских игара 2016. | Рекорди пре почетка Параолимпијских игара 2016. | Рекорди пре почетка Параолимпијских игара 2016. |
| --------------------------------------------------- | ----------------------------------------------- | ----------------------------------------------- | ----------------------------------------------- | ----------------------------------------------- | ----------------------------------------------- |
| Светски рекорд                                      | 4:44,06                                         | Ђин Џенг                                        | Кина                                            | Инчон, Јужна Кореја                             | 19. октобар 2014.                               |
| Параолимпијски рекорд                               | 4:48,88                                         | Аналиса Минети                                  | Италија                                         | Лондон, Уједињено Краљевство                    | 4. септембар 2012.                              |
| Рекорди после завршених Параолимпијских игара 2016. |                                                 |                                                 |                                                 |                                                 |                                                 |
| Параолимпијски рекорд                               | 4:47,36                                         | Ђин Џенг                                        | Кина                                            | Рио де Жанеиро, Бразил                          | 15. септембар 2016.                             |
| Светски рекорд                                      | 4:38,92                                         | Ђин Џенг                                        | Кина                                            | Рио де Жанеиро, Бразил                          | 17. септембар 2016.                             |
| Параолимпијски рекорд                               | 4:38,92                                         | Ђин Џенг                                        | Кина                                            | Рио де Жанеиро, Бразил                          | 17. септембар 2016.                             |

### Класа Т12
| Рекорди пре почетка Параолимпијских игара 2016. | Рекорди пре почетка Параолимпијских игара 2016. | Рекорди пре почетка Параолимпијских игара 2016. | Рекорди пре почетка Параолимпијских игара 2016. | Рекорди пре почетка Параолимпијских игара 2016. | Рекорди пре почетка Параолимпијских игара 2016. |
| ----------------------------------------------- | ----------------------------------------------- | ----------------------------------------------- | ----------------------------------------------- | ----------------------------------------------- | ----------------------------------------------- |
| Светски рекорд                                  | 4:19,20                                         | Асиа Ел Ханоуни                                 | Француска                                       | Пекинг, Кина                                    | 14. септембар 2008.                             |
| Параолимпијски рекорд                           | 4:19,20                                         | Асиа Ел Ханоуни                                 | Француска                                       | Пекинг, Кина                                    | 14. септембар 2008.                             |

### Класа Т13
| Рекорди пре почетка Параолимпијских игара 2016.     | Рекорди пре почетка Параолимпијских игара 2016. | Рекорди пре почетка Параолимпијских игара 2016. | Рекорди пре почетка Параолимпијских игара 2016. | Рекорди пре почетка Параолимпијских игара 2016. | Рекорди пре почетка Параолимпијских игара 2016. |
| --------------------------------------------------- | ----------------------------------------------- | ----------------------------------------------- | ----------------------------------------------- | ----------------------------------------------- | ----------------------------------------------- |
| Светски рекорд                                      | 4:05,27                                         | Марла Руњан                                     | Сједињене Државе                                | Севиља, Шпанија                                 | 1999.                                           |
| Рекорди после завршених Параолимпијских игара 2016. |                                                 |                                                 |                                                 |                                                 |                                                 |
| Параолимпијски рекорд                               | 4:21,45                                         | Сомаја Боусаид                                  | Тунис                                           | Рио де Жанеиро, Бразил                          | 8. септембар 2016.                              |

### Класа Т20
| Рекорди пре почетка Параолимпијских игара 2016.     | Рекорди пре почетка Параолимпијских игара 2016. | Рекорди пре почетка Параолимпијских игара 2016. | Рекорди пре почетка Параолимпијских игара 2016. | Рекорди пре почетка Параолимпијских игара 2016. | Рекорди пре почетка Параолимпијских игара 2016. |
| --------------------------------------------------- | ----------------------------------------------- | ----------------------------------------------- | ----------------------------------------------- | ----------------------------------------------- | ----------------------------------------------- |
| Светски рекорд                                      | 4:23,37                                         | Барбара Њевјеџиал                               | Пољска                                          | Стадсканал, Холандија                           | 28. јун 2012.                                   |
| Параолимпијски рекорд                               | 4:35,26                                         | Барбара Њевјеџиал                               | Пољска                                          | Лондон, Уједињено Краљевство                    | 5. септембар 2012.                              |
| Рекорди после завршених Параолимпијских игара 2016. |                                                 |                                                 |                                                 |                                                 |                                                 |
| Параолимпијски рекорд                               | 4:24,37                                         | Барбара Њевјеџиал                               | Пољска                                          | Рио де Жанеиро, Бразил                          | 16. септембар 2016.                             |

### Класе Т53 и Т54
| Рекорди пре почетка Параолимпијских игара 2016.     | Рекорди пре почетка Параолимпијских игара 2016. | Рекорди пре почетка Параолимпијских игара 2016. | Рекорди пре почетка Параолимпијских игара 2016. | Рекорди пре почетка Параолимпијских игара 2016. | Рекорди пре почетка Параолимпијских игара 2016. |
| --------------------------------------------------- | ----------------------------------------------- | ----------------------------------------------- | ----------------------------------------------- | ----------------------------------------------- | ----------------------------------------------- |
| Светски рекорд                                      | 3:13,27                                         | Татјана Мекфаден                                | Сједињене Државе                                | Арбон, Швајцарска                               | 4. јун 2015.                                    |
| Параолимпијски рекорд                               | 3:26,89                                         | Шантал Петитклерк                               | Канада                                          | Атина, Грчка                                    | 24. септембар 2004.                             |
| Рекорди после завршених Параолимпијских игара 2016. |                                                 |                                                 |                                                 |                                                 |                                                 |
| Параолимпијски рекорд                               | 3:22,75                                         | Аманда Мекгрори                                 | Сједињене Државе                                | Рио де Жанеиро, Бразил                          | 12. септембар 2016.                             |
| Параолимпијски рекорд                               | 3:22,50                                         | Татјана Мекфаден                                | Сједињене Државе                                | Рио де Жанеиро, Бразил                          | 13. септембар 2016.                             |

## Сатница
| Датум               | Време | Класа     | Ниво          |
| ------------------- | ----- | --------- | ------------- |
|                     |       |           |               |
| 15. септембар 2016. | 12:43 | Т11       | Квалификације |
| 17. септембар 2016. | 17:38 | Т11       | Финале        |
|                     |       |           |               |
| 8. септембар 2016.  | 11:30 | Т12 и Т13 | Квалификације |
| 10. септембар 2016. | 11:13 | Т12 и Т13 | Финале        |
|                     |       |           |               |
| 16. септембар 2016. | 11:09 | Т20       | Финале        |
|                     |       |           |               |
| 12. септембар 2016. | 18:19 | Т53 и Т54 | Квалификације |
| 13. септембар 2016. | 18:25 | Т53 и Т54 | Финале        |

Сва времена су по локалном времену (UTC+3)

## Освајачи медаља
|                            |                              |                                    |
| Класа Т11                  |                              |                                    |
| Ђин Џенг · Кина            | Ненси Челангат Коеч · Кенија | Марица Аранго Буитраго · Колумбија |
| Класе Т12 и Т13            |                              |                                    |
| Сомаја Боусаид · Тунис     | Наја Чоуаја · Тунис          | Исаскун Осес Ајукар · Шпанија      |
| Класа Т20                  |                              |                                    |
| Барбара Њевјеџиал · Пољска | Илона Биачи · Мађарска       | Људмила Данилина · Украјина        |
| Класе Т53 и Т54            |                              |                                    |
| Татјана Мекфаден · САД     | Аманда Мекгрори · САД        | Челси Мекламер · САД               |

## Резултати

### Финале

#### Класа Т11
Такмичење је одржано 17.9.2016. годину у 17:38,,
| Пласман | Атлетичарка                     | Земља     | Класа | Резултат | Белешка |
| ------- | ------------------------------- | --------- | ----- | -------- | ------- |
|         | Ђин Џенг                        | Кина      | Т11   | 4:38,92  | СР, ПР  |
|         | Ненси Челангат Коеч             | Кенија    | Т11   | 4:42,12  | РР, ЛР  |
|         | Марица Аранго Буитраго          | Колумбија | Т11   | 4:45,33  | РР, ЛР  |
| 4.      | Рената Базоне Тејшејра          | Бразил    | Т11   | 5:01,75  | ЛРС     |
| 5.      | Моника Оливија Родригез Саведра | Мексико   | Т11   | 5:03,14  |         |
| 6.      | Ивоне Москуера-Шмит             | САД       | Т11   | 5:08,97  |         |

#### Класе Т12 и Т13
Такмичење је одржано 10.9.2016. годину у 11:13,,
| Пласман | Атлетичарка                         | Земља     | Класа | Резултат | Белешка |
| ------- | ----------------------------------- | --------- | ----- | -------- | ------- |
|         | Сомаја Боусаид                      | Тунис     | Т13   | 4:21,45  | ПР, ЛР  |
|         | Наја Чоуаја                         | Тунис     | Т13   | 4:30,52  | РР      |
|         | Исаскун Осес Ајукар                 | Шпанија   | Т12   | 4:39,99  | ЛР      |
| 4.      | Грета Стреимиките                   | Ирска     | Т13   | 4:45,06  | РР, ЛР  |
| 5.      | Марчела Гонзалез                    | Колумбија | Т12   | 4:49,37  | ЛР      |
| 6.      | Данијела Еугенија Веласко Малдонадо | Мексико   | Т12   | Диск.    | чл. 7.9 |

#### Класа Т20
Такмичење је одржано 16.9.2016. годину у 11:09,,
| Пласман | Атлетичарка       | Земља    | Класа | ЛР      | ЛРС     | Резултат | Белешка |
| ------- | ----------------- | -------- | ----- | ------- | ------- | -------- | ------- |
|         | Барбара Њевјеџиал | Пољска   | Т20   | 4:23,37 | 4:34,62 | 4:24,37  | ПР, РР  |
|         | Илона Биачи       | Мађарска | Т20   | 4:27,27 | 4:36,16 | 4:27,88  | ЛРС     |
|         | Људмила Данилина  | Украјина | Т20   | 4:37,27 |         | 4:28,78  | ЛР      |
| 4.      | Арлета Мелох      | Пољска   | Т20   | 4:25,59 | 4:37,78 | 4:33,19  | ЛРС     |
| 5.      | Бернадет Биачи    | Мађарска | Т20   | 4:38,61 | 4:42,37 | 4:43,10  |         |
| 6.      | Сајака Макита     | Јапан    | Т20   | 1:38:07 | 1:43:30 | 4:51,90  | ЛРС     |
| 7.      | Моеко Јамамото    | Јапан    | Т20   | 4:54,57 | 4:54,57 | 5:01,99  |         |
|         | Сабина Стенка     | Пољска   | Т20   | 5:10,07 |         | НС       |         |

#### Класе Т53 и Т54
Финале је одржано 13.9.2016. годину у 18:14.,,
| Пласман | Атлетичарка        | Земља      | Класа | Резултат | Белешка |
| ------- | ------------------ | ---------- | ----- | -------- | ------- |
|         | Татјана Мекфаден   | САД        | Т54   | 3:22,50  | ПР      |
|         | Аманда Мекгрори    | САД        | Т54   | 3:22,61  |         |
|         | Челси Мекламер     | САД        | Т53   | 3:22,67  | ЛР      |
| 4.      | Мануела Шар        | Швајцарска | Т54   | 3:23,41  |         |
| 5.      | Медисон де Розарио | Аустралија | Т53   | 3:24,33  | РР      |
| 6.      | Дајана Рој         | Канада     | Т54   | 3:24,57  | ЛРС     |
| 7.      | Ђинг Ма            | Кина       | Т54   | 3:24,88  | РР, ЛР  |
| 8.      | Кристи Доз         | Аустралија | Т54   | 3:26,00  | ЛР      |
| 9.      | Алин Роша          | Бразил     | Т54   | 3:27,61  | ЛР      |
| 10.     | Гунила Валенгрен   | Шведска    | Т54   | 3:30,14  | ЛРС     |